# Chrysospalax
Chrysospalax é um gênero mamífero da família Chrysochloridae.

## Espécies
- Chrysospalax villosus (A. Smith, 1833)
- Chrysospalax trevelyani (Günther, 1875)